# Адміністративний поділ ОУН

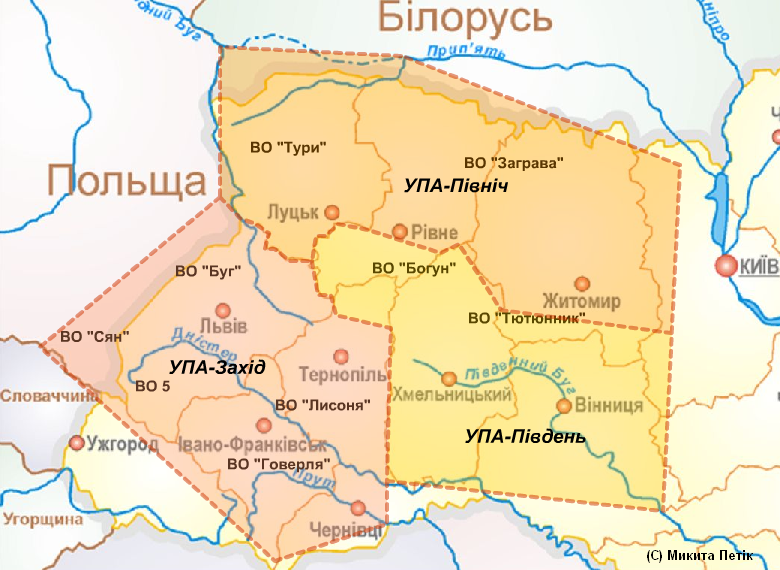

Адміністративний поділ ОУН — структура поділу територій, на яких діяли українські повстанці у 1940–1950-х роках, а також структура збройного підпілля ОУН та УПА.

## Структура
Території поділялися на такі щаблі: звено (ланка) — станиця — кущ — підрайон — район — повіт — округ — область — край — Провід ОУН.
Найменшою організаційною одиницею було звено (рідше ланка), до якого входило троє-п'ятеро осіб. Вони разом проходили ідеологічний та організаційний вишкіл і мали свого провідника.
Ключовою одиницею була станиця, на яку покладали всю основну роботу із забезпечення підпілля кадрами, харчами, одягом, ліній зв'язку тощо.
Навесні 1946 р. через на масові арешти і зміну тактики українського визвольного руху, станиця, як структурна одиниця, була ліквідована. Основною одиницею стає кущ. Він об'єднував три-п'ять населених пунктів, які були тісно пов'язані географічно. До управління куща входили провідник, заступник провідника, а також
референти: військовий (командант боївки), служби безпеки, пропаґанди, господарки, жіночої сітки та УЧХ (кущова санітарка). Улітку–восени 1944 р. при кущах діяли самооборонні кущові відділи чисельністю 15–20 чоловік.
Проміжними одиницями підпілля до листопада 1944 р. були підрайони в два-три куща. Були ліквідовані з кінця 1944 р.
Район ОУН об'єднував всі населені пункти району радянського адміністративно-територіяльного поділу.
Повіт територіяльно співвідносився з повітом часів польської держави міжвоєнного періоду та об'єднував три-чотири райони.
Округа об'єднувала три повіти ОУН.
На кінець літа 1939 р. організація поділялася на 18 округ: 1. Коломийську, 2.Станіславську, 3.Стрийську, 4. Дрогобицьку, 5. Самбірську, 6. Перемиську, 7. Львівську, 8.Бережанську, 9. Чортківську, 10. Тернопільську, 11. Золочівську, 12. Кам’янка-Струмилівську, 13. Рава-Руську, 14. Холмську, 15. Ковельську, 16. Луцьку, 17.Рівненську, 18. Поліську.
На період 1943—1944 рр. був поділ на 4 краї:
- Західноукраїнські землі (ЗУЗ),
- Північно-західні українські землі (ПЗУЗ),
- Північно-східні українські землі,
- Південно-східні українські землі.